# Rieju RS
La RS è un modello di motocicletta prodotto dalla casa spagnola Rieju dal 1997, che rientra nel segmento sportivo delle piccole cilindrate, già occupato dalle concorrenti Aprilia e Cagiva.

## RS1
Questa serie venne prodotta dal 1997 al 2004, solo nella cilindrata 50 cm³.
Il ciclomotore ha un telaio bitrave in vista nel colore naturale, così come il forcellone, le ruote sono a tre razze, la carenatura è molto morbida e aerodinamica, ricalcando la forma dei mezzi del motomondiale, ma lascia in bella vista il blocco motore e ha le feritoie laterali per l'aerazione dal radiatore, il proiettore è singolo e centrale, con sviluppo orizzontale, simile alle Aprilia RS, la sella è a due pezzi.

## RS2
Questa serie venne prodotta dal 2005 nella sola cilindrata 50, ma venne subito affiancata dalla 125 nel 2006.
La moto viene rivista dalla serie precedente, non riutilizzando quasi nessun particolare se non il motore: il telaio rimane in acciaio e bitrave, ma diventa più grande e verniciato di nero, così come anche il forcellone, le ruote sono sempre a tre razze, ma più sottili e cave, la carenatura diventa più spigolosa e coprente, soprattutto all'avantreno, con un cupolino decisamente più appuntito, le feritoie laterali diventano più grandi e sagomate in modo diverso, i proiettore ora è doppio, viene ridisegnato il serbatoio, la sella è sempre a due pezzi, ma più grandi e vistose, lo scarico viene aggiornato e l'impianto frenante anteriore viene portato a destra.
Questa serie è accompagnata dalla Rieju NKD una versione nuda della moto.

## RS3

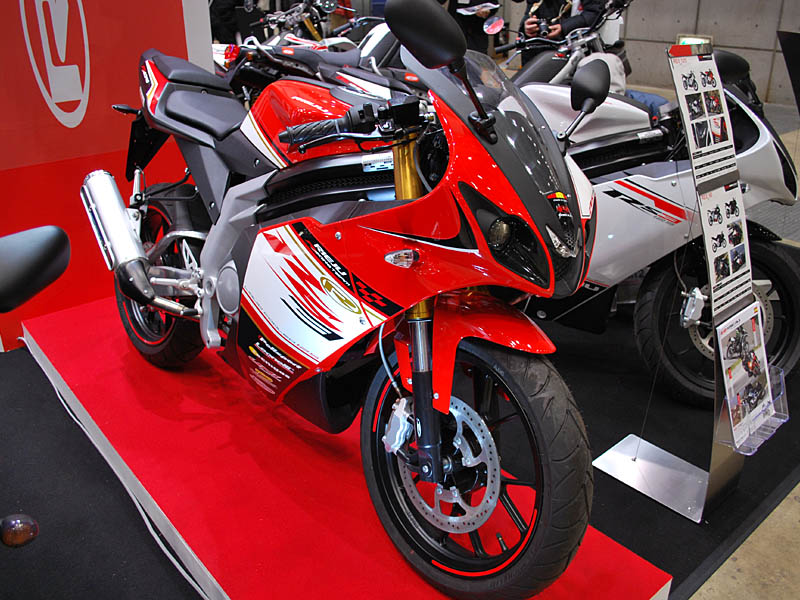
RS3 125

Questa serie venne prodotta dal 2010 nella sola cilindrata 50, mentre dal 2011 venne prodotta anche il 125.
La moto viene rivista dalla serie precedente, non riutilizzando quasi nessun particolare se non il motore (nel 125 viene cambiato anche il propulsore, con il nuovo Minarelli-Yamaha): il telaio rimane in acciaio e bitrave, ma diventa più grande e verniciato nel bicolore nero e grigio, mentre il forcellone diventa più semplice e perde la capriata di rinforzo, le ruote sono a cinque razze a "Y", la carenatura diventa più spigolosa e meno coprente, il cupolino riprende le linee della RS2, ma con l'aggiunta di una presa d'aria centrale e con fari più ovali, scompaiono le feritoie laterali per il radiatore, viene leggermente rivisto il serbatoio, la sella è sempre a due pezzi, ma più rastremate, lo scarico viene aggiornato, così come i dischi freno.
Con l'introduzione della 125, si ha un nuovo forcellone in alluminio e le luci di posizione a LED di serie su quest'ultima e la possibilità di adoperarli anche sul 50, pagando una differenza.